# Yasugi
Yasugi  (japanska: 安来市 ?, Yasugi-shi) är en stad i Shimane prefektur i Japan. Staden fick stadsrättigheter 1954.